# Winnebago, Illinois
Winnebago là một làng thuộc quận Winnebago, tiểu bang Illinois, Hoa Kỳ. Năm 2010, dân số của làng này là 3101 người.

## Dân số
Dân số qua các năm:
- Năm 2000: 2958 người.
- Năm 2010: 3101 người.